# Liste der Formel-1-Videospiele
Die Liste der Formel-1-Videospiele enthält diejenigen Computerspiele des Genres Rennspiel, die Autorennen der Formel 1 zum Thema haben.

## Geschichte
Das erste Formel-1-Rennspiel erschien 1976 unter dem Namen F1 und wurde von Atari entwickelt. Seit Pole Position im Jahr 1983 ist die Formel 1 in Computerspielen ein fester Teil des Renngenres. Grand Prix von Geoff Crammond aus dem Jahr 1991 spielte eine wichtige Rolle dabei, Formel-1-Spiele von Arcade-Spielen hin zu kompletten Simulationen des Sports zu entwickeln. Als Serien mit Formel-1-Lizenz erschienen Formel 1 von Sony von 1996 bis 2007, die F1-Serie von EA Sports in den Jahren 2000 bis 2003 und F1 von Codemasters seit 2009.

## Liste
| Titel                                              | Plattform                                                                                      | Jahr | Publisher/Entwickler                                 | Saison                    |
| -------------------------------------------------- | ---------------------------------------------------------------------------------------------- | ---- | ---------------------------------------------------- | ------------------------- |
| F-1                                                | Arcade                                                                                         | 1976 | Atari                                                | Unlizenziert              |
| Monza GP                                           | Arcade                                                                                         | 1979 | Olympia                                              | Unlizenziert              |
| Monaco GP                                          | Arcade, SG-1000                                                                                | 1979 | Gremlin Industries / Sega                            | Unlizenziert              |
| Pro Monaco GP                                      | Arcade                                                                                         | 1980 | Sega                                                 | Unlizenziert              |
| Monte Carlo                                        | Arcade                                                                                         | 1980 | Atari                                                | Unlizenziert              |
| Turbo                                              | Arcade, Intellivision, ColecoVision                                                            | 1981 | Sega                                                 | Unlizenziert              |
| Pole Position                                      | Arcade                                                                                         | 1982 | Namco / Atari                                        | Unlizenziert              |
| Grand Prix                                         | C64                                                                                            | 1983 | MRH                                                  | Unlizenziert              |
| Grand Prix                                         | C64                                                                                            | 1983 | C.R. Wright                                          | Unlizenziert              |
| Chequered Flag                                     | ZX Spectrum                                                                                    | 1983 | Steve Kelly                                          | Unlizenziert              |
| Pole Position II                                   | Arcade, Atari 7800, Commodore 64                                                               | 1983 | Namco / Atari                                        | Unlizenziert              |
| Grand Prix                                         | C64                                                                                            | 1984 | Ellis Horwood                                        | Unlizenziert              |
| Grand Prix Manager                                 | ZX Spectrum                                                                                    | 1984 | Silicon Joy                                          | Unlizenziert              |
| F-1 Race                                           | NES, Game Boy                                                                                  | 1984 | Nintendo                                             | Unlizenziert              |
| Scalextric: The Computer Edition                   | C64, Amstrad, ZX Spectrum                                                                      | 1985 | Leisure Genius                                       | Unlizenziert              |
| Formula 1 Simulator                                | C64, Commodore 16/Plus/4, Amstrad, MSX, ZX Spectrum                                            | 1985 | Spirit Software/Mastertronic                         | Unlizenziert              |
| Formula One                                        | Amstrad, ZX Spectrum                                                                           | 1985 | G.B. Munday and B.P. Wheelhouse/CRL Group            | Unlizenziert              |
| Grand Prix                                         | C64                                                                                            | 1986 | Systems Editoriale                                   | Unlizenziert              |
| Grand Prix Simulator                               | C64, Amstrad, ZX Spectrum                                                                      | 1986 | Codemasters                                          | Unlizenziert              |
| Home Hungaroring                                   | C64                                                                                            | 1986 | Kerszi                                               | Unlizenziert              |
| Continental Circus                                 | Arcade                                                                                         | 1987 | Taito                                                | Unlizenziert              |
| Final Lap                                          | Arcade                                                                                         | 1987 | Namco                                                | Unlizenziert              |
| F-1 Spirit: The Way to Formula 1                   | MSX                                                                                            | 1987 | Konami                                               | Unlizenziert              |
| Famicom Grand Prix: F1 Race                        | Famicom Disk System                                                                            | 1987 | Nintendo                                             | Unlizenziert              |
| Nigel Mansell's Grand Prix                         | Amiga, Atari ST, Amstrad, ZX Spectrum                                                          | 1987 | Martech                                              | Unlizenziert              |
| Grand Prix Circuit                                 | PC DOS, Amiga, Amstrad, C64, ZX Spectrum                                                       | 1988 | Distinctive Software / Accolade                      | Unlizenziert              |
| Grand Prix Simulator II                            | C64, Amstrad, ZX Spectrum                                                                      | 1988 | Oliver Twins / Codemasters                           | Unlizenziert              |
| F-1 Dream                                          | Arcade                                                                                         | 1988 | Capcom / Romstar                                     | Unlizenziert              |
| F-1 Spirit: 3D Special                             | MSX                                                                                            | 1988 | Konami                                               | Unlizenziert              |
| Ferrari Formula One                                | PC DOS, Amiga, Amstrad, C64, ZX Spectrum                                                       | 1988 | Electronic Arts                                      | Unlizenziert              |
| Grand Prix                                         | Amstrad, Commodore 64, ZX Spectrum                                                             | 1988 | D&H Games                                            | Unlizenziert              |
| Satoru Nakajima: F-1 Hero                          | NES                                                                                            | 1988 | American Sammy / Varie                               | Unlizenziert              |
| F1 Manager                                         | Amiga, Atari, C64                                                                              | 1989 | Simulmondo                                           | Unlizenziert              |
| Tail to Nose: Great Championship                   | Arcade                                                                                         | 1989 | Video System                                         | Unlizenziert              |
| Super Monaco GP                                    | Arcade, Sega Genesis, Amiga, Amstrad, Atari, C64, Sega Game Gear                               | 1989 | Sega                                                 | Unlizenziert              |
| F-1 Dream                                          | PC Engine                                                                                      | 1989 | NEC Interchannel                                     | Unlizenziert              |
| F-1 Pilot                                          | PC Engine                                                                                      | 1989 | Pack-In-Video                                        | Unlizenziert              |
| F1 Circus                                          | PC Engine, NES                                                                                 | 1990 | Nichibutsu                                           | Unlizenziert              |
| Final Lap 2                                        | Arcade                                                                                         | 1990 | Namco                                                | Unlizenziert              |
| Formula One: Built to Win                          | NES                                                                                            | 1990 | SETA                                                 | Unlizenziert              |
| F1 Circus '91                                      | PC Engine                                                                                      | 1991 | Nichibutsu                                           | Unlizenziert              |
| F1 Circus MD                                       | Sega Mega Drive                                                                                | 1991 | Micronics                                            | Unlizenziert              |
| Satoru Nakajima F-1 Hero GB World Championship '91 | Game Boy                                                                                       | 1991 | Varie                                                | Unlizenziert              |
| Formula 1 3D: F1 Manager II                        | C64                                                                                            | 1991 | Simulmondo                                           | Unlizenziert              |
| Super Grand Prix                                   | Amiga, Atari ST                                                                                | 1991 | Codemasters                                          | Unlizenziert              |
| F1 Exhaust Note                                    | Arcade                                                                                         | 1991 | Sega                                                 | 1991                      |
| F-1 Grand Prix                                     | Arcade, SNES                                                                                   | 1991 | Video System                                         | 1991                      |
| F1 Grand Prix: Satoru Nakajima                     | Sega Genesis                                                                                   | 1991 | Varie                                                | 1991                      |
| Fastest 1                                          | Sega Mega Drive                                                                                | 1991 | Human Entertainment                                  | 1990                      |
| Satoru Nakajima F-1 Hero 2                         | NES                                                                                            | 1991 | Varie                                                | Unlizenziert              |
| Slicks                                             | C64, Amstrad, ZX Spectrum                                                                      | 1991 | Oliver Twins / Codemasters                           | Unlizenziert              |
| Al Unser Jr.'s Turbo Racing                        | NES                                                                                            | 1991 | Data East                                            | Unlizenziert              |
| Aguri Suzuki F-1 Super Driving                     | SNES                                                                                           | 1992 | Genki                                                | Unlizenziert              |
| F-1 Grand Prix Part II                             | Arcade, SNES                                                                                   | 1992 | Video System                                         | 1992                      |
| F1 Circus Special: Pole to Win                     | PC Engine                                                                                      | 1992 | Nichibutsu                                           | Unlizenziert              |
| F1 Circus '92                                      | PC Engine                                                                                      | 1992 | Nichibutsu                                           | Unlizenziert              |
| F-1 Hero MD                                        | Sega Mega Drive                                                                                | 1992 | Varie                                                | 1992                      |
| F1 Super Lizenziert: Nakajima Satoru               | Sega Genesis                                                                                   | 1992 | Varie                                                | 1992                      |
| F1 Pole Position                                   | SNES                                                                                           | 1992 | Human Entertainment                                  | 1992                      |
| Final Lap 3                                        | Arcade                                                                                         | 1992 | Namco                                                | Unlizenziert              |
| Formula One Grand Prix                             | PC DOS, Atari ST, Amiga                                                                        | 1992 | MicroProse, Geoff Crammond                           | Unlizenziert              |
| Nigel Mansell's World Championship                 | PC DOS, Amiga, Atari ST, Sega Genesis, NES, ZX Spectrum                                        | 1992 | Gremlin Graphics / Gremlin Interactive               | Unlizenziert              |
| Ayrton Senna's Super Monaco GP II                  | Sega Master System, Sega Genesis, Sega Game Gear                                               | 1992 | Sega                                                 | Unlizenziert              |
| Ferrari Grand Prix Challenge                       | Sega Genesis, Game Boy                                                                         | 1992 | System 3 / Acclaim Entertainment                     | Unlizenziert              |
| Grand Prix Unlimited                               | PC DOS                                                                                         | 1992 | Accolade                                             | 1991                      |
| Exhaust Heat                                       | SNES                                                                                           | 1992 | SETA                                                 | Unlizenziert              |
| Hungaroring                                        | C64                                                                                            | 1992 | Novotrade                                            | Unlizenziert              |
| Satoru Nakajima F-1 Hero GB '92: The Graded Driver | Game Boy                                                                                       | 1992 | Varie                                                | Unlizenziert              |
| Super F1 Circus                                    | SNES                                                                                           | 1992 | Nichibutsu                                           | Unlizenziert              |
| Super F1 Circus Limited                            | SNES                                                                                           | 1992 | Nichibutsu                                           | Unlizenziert              |
| F1 Hero MD                                         | Sega Genesis                                                                                   | 1992 | Aisystem / Varie                                     | Unlizenziert              |
| F1 Super Lizenziert: Nakajima Satoru               | Sega Genesis                                                                                   | 1992 | Varie                                                | 1992                      |
| Super F1 Hero                                      | SNES                                                                                           | 1992 | Varie                                                | Unlizenziert              |
| F-1 Grand Prix Star II                             | Arcade                                                                                         | 1993 | Jaleco                                               | 1992                      |
| F1 Super Lap                                       | Arcade                                                                                         | 1992 | Sega                                                 | 1992                      |
| Formula 1 Sensation                                | NES                                                                                            | 1993 | Konami                                               | Unlizenziert              |
| Formula One                                        | PC DOS, Sega Master System, Sega Genesis, Sega Game Gear, Amiga                                | 1993 | Atari / Domark                                       | 1993                      |
| F1 Pole Position 2                                 | SNES                                                                                           | 1993 | Human Entertainment                                  | 1993                      |
| F1-Racer                                           | Amiga                                                                                          | 1994 | F1 Licenceware                                       | Unlizenziert              |
| Final Lap R                                        | Arcade                                                                                         | 1993 | Namco                                                | 1993                      |
| Gerhard Berger's Formula 1 Quiz                    | C64                                                                                            | 1993 | Austriasoft                                          |                           |
| Super F1 Circus 2                                  | SNES                                                                                           | 1993 | Nichibutsu                                           | Unlizenziert              |
| F1 Circus CD                                       | Mega-CD                                                                                        | 1994 | Nichibutsu                                           | Unlizenziert              |
| F1 Super Battle                                    | Arcade                                                                                         | 1994 | Jaleco                                               | Unlizenziert              |
| Formula One World Championship: Beyond the Limit   | Mega-CD                                                                                        | 1994 | Sega                                                 | 1993                      |
| F-1 Grand Prix Part III                            | SNES                                                                                           | 1994 | Video System                                         | 1991–1993                 |
| Human Grand Prix III: F1 Triple Battle             | SNES                                                                                           | 1994 | Human Entertainment                                  | 1994                      |
| Nakajima Satoru F-1 Hero '94                       | SNES                                                                                           | 1994 | Varie                                                | Unlizenziert              |
| Super F1 Circus 3                                  | SNES                                                                                           | 1994 | Nichibutsu                                           | Unlizenziert              |
| Grand Prix Manager                                 | PC DOS                                                                                         | 1995 | MicroProse                                           | 1995+                     |
| F1 World Championship Edition                      | Amiga, Sega Genesis                                                                            | 1995 | Peakstar / Domark                                    | 1994                      |
| F1 Challenge                                       | Sega Saturn                                                                                    | 1995 | Virgin Interactive                                   | 1995                      |
| Human Grand Prix IV: F1 Dream Battle               | SNES                                                                                           | 1995 | Human Entertainment                                  | 1995                      |
| SD F-1 Grand Prix                                  | SNES                                                                                           | 1995 | Human Entertainment                                  | Unlizenziert              |
| Slipstream                                         | Arcade                                                                                         | 1995 | Capcom                                               | Unlizenziert              |
| Super F1 Circus Gaiden                             | SNES                                                                                           | 1995 | Nichibutsu                                           | Unlizenziert              |
| Grand Prix 2                                       | PC DOS                                                                                         | 1996 | Geoff Crammond, MicroProse                           | 1994                      |
| Grand Prix Manager 2                               | PC                                                                                             | 1996 | Edward Grabowski / MicroProse                        | 1996+                     |
| F-1 Grand Prix 1996 – Team Unei Simulation         | PlayStation                                                                                    | 1996 | Coconuts                                             | 1996                      |
| Formula One Masters                                | Amiga                                                                                          | 1996 | Amivision / ESP                                      | Unlizenziert              |
| F1 Manager 96                                      | PC                                                                                             | 1996 | Software 2000 / EuroPress                            | 1996+                     |
| Pole Position Team F1 (Manager)                    | PC                                                                                             | 1996 | Ascon GmbH / Electronic Arts, Ascon GmbH             | 1995+                     |
| Formula 1                                          | PC, PlayStation                                                                                | 1996 | Bizarre Creations / Psygnosis                        | 1995                      |
| Power F1                                           | PC                                                                                             | 1997 | Teque London / Eidos                                 | 1995                      |
| Formula Circus                                     | PlayStation                                                                                    | 1997 | Nichibutsu                                           | Unlizenziert              |
| Formula Grand Prix: Team Unei Simulation 2         | PlayStation                                                                                    | 1997 | Coconuts                                             | Unlizenziert              |
| Tactics Formula                                    | Sega Saturn                                                                                    | 1997 | Aki Corporation                                      | Unlizenziert              |
| Formula 1 97                                       | PC, PlayStation                                                                                | 1997 | Bizarre Creations / Psygnosis                        | 1997                      |
| F1 Pole Position 64                                | Nintendo 64                                                                                    | 1997 | Human Entertainment / Ubisoft                        | 1996                      |
| F1 Racing Simulation                               | PC                                                                                             | 1997 | Bizarre Creations / Ubisoft                          | 1996                      |
| F1 Manager Professional                            | DOS                                                                                            | 1997 | Software 2000                                        | Unlizenziert              |
| Prost Grand Prix                                   | PC                                                                                             | 1998 | Visiware / Infogrames, Canal+                        | Unlizenziert              |
| Racing Simulation 2                                | PC                                                                                             | 1998 | Ubisoft                                              | Unlizenziert              |
| F-1 World Grand Prix                               | Nintendo 64, Arcade                                                                            | 1998 | Paradigm Entertainment, Lankhor / Eidos Interactive, | 1997 (N64)                |
|                                                    | Dreamcast, PlayStation                                                                         | 1999 | Video System, Sega                                   | 1998 (DC, GBC)            |
|                                                    | PC, Game Boy Color                                                                             | 2000 |                                                      | 1999 (PS, PC)             |
| Johnny Herbert's Grand Prix Championship 1998      | PC                                                                                             | 1998 | Midas Interactive Entertainment                      | Unlizenziert              |
| Grand Prix Legends                                 | PC                                                                                             | 1998 | Papyrus / Sierra Entertainment                       | 1967                      |
| Formula 1 98                                       | PlayStation                                                                                    | 1998 | Visual Science / Psygnosis                           | 1998                      |
| Official Formula One Racing                        | PC                                                                                             | 1999 | Lankhor / Eidos Interactive                          | 1998                      |
| Monaco Grand Prix: Racing Simulation 2             | PC, PlayStation, Nintendo 64                                                                   | 1999 | Ubisoft                                              | Unlizenziert              |
| Grand Prix World                                   | PC                                                                                             | 1999 | Edward Grabowski / Microprose, Hasbro Interactive    | 1998+                     |
| F-1 World Grand Prix II                            | Nintendo 64, Dreamcast, Game Boy Color                                                         | 1999 | Paradigm Entertainment, Video System                 | 1998 (N64) 1999 (DC, GBC) |
| Formula One 99                                     | PC, PlayStation                                                                                | 1999 | Studio 33 / Psygnosis                                | 1999                      |
| F1 2000                                            | PC, PS                                                                                         | 2000 | Visual Science / EA Sports                           | 2000                      |
| F1 Racing Championship                             | PC, PS, PS2, Nintendo 64, GBC, Sega Dreamcast                                                  | 2000 | Ubisoft / Video System                               | 1999                      |
| Grand Prix 3                                       | PC                                                                                             | 2000 | Geoff Crammond, MicroProse / Hasbro Interactive      | 1998                      |
| Formula One 2000                                   | PlayStation, Game Boy Color                                                                    | 2000 | Studio 33 / SCE                                      | 2000                      |
| F1 Manager 2000                                    | PC                                                                                             | 2000 | Intelligent Games / EA Sports                        | 1999+                     |
| F1 Manager 2001                                    | PC                                                                                             | 2001 | Intelligent Games / EA Sports                        | 2000+                     |
| F1 Championship Season 2000                        | PC, PS, PS2, Xbox, GBC                                                                         | 2001 | Visual Science / EA Sports                           | 2000                      |
| F1 World Grand Prix 2000                           | PC, PlayStation                                                                                | 2001 | Eutechnyx / Eidos Interactive                        | 2000                      |
| Formel Eins 2001                                   | PlayStation, PlayStation 2                                                                     | 2001 | Sony Studio Liverpool / SCEE                         | 2001                      |
| Grand Prix 3 Saison 2000                           | PC                                                                                             | 2001 | MicroProse / Atari                                   | 2000                      |
| F1 2001                                            | PC, PS2, Xbox                                                                                  | 2001 | ISI / EA Sports                                      | 2001                      |
| Williams F1 Team Driver                            | PC                                                                                             | 2001 | KnowWonder / THQ                                     | 2001                      |
| F1 2002                                            | PC, PS2, Xbox, GameCube                                                                        | 2002 | ISI, Magic Pockets / EA Sports                       | 2002                      |
| Formula One Arcade                                 | PlayStation                                                                                    | 2002 | Studio 33 / SCE                                      | 2001                      |
| Grand Prix 4                                       | PC                                                                                             | 2002 | Geoff Crammond, MicroProse / Infogrames              | 2001                      |
| Formula One 2002                                   | PlayStation 2                                                                                  | 2002 | Sony Studio Liverpool / SCEE                         | 2002                      |
| Grand Prix Challenge                               | PlayStation 2                                                                                  | 2002 | Melbourne House, Infogrames / Atari                  | 2002                      |
| F1 Challenge '99-'02                               | PC                                                                                             | 2003 | ISI / EA Sports                                      | 1999–2002                 |
| F1 Career Challenge                                | PlayStation 2, Xbox, GameCube                                                                  | 2003 | Visual Science / EA Sports                           |                           |
| Formula One 2003                                   | PlayStation 2                                                                                  | 2003 | Sony Studio Liverpool / SCEE                         | 2003                      |
| Formula One 04                                     | PlayStation 2                                                                                  | 2004 | Sony Studio Liverpool / SCEE                         | 2004                      |
| F1 Manager Online                                  | PC                                                                                             | 2005 | F1-TM                                                | Unlizenziert              |
| Formel 1 05                                        | PlayStation 2                                                                                  | 2005 | Sony Studio Liverpool / SCEE                         | 2005                      |
| F1 Grand Prix                                      | PlayStation Portable                                                                           | 2005 | Traveller's Tales / Sony CEE                         | 2005                      |
| Formel 1 06                                        | PlayStation 2, PlayStation Portable                                                            | 2006 | SCE Studio Liverpool / SCE                           | 2006                      |
| Formel 1 Championship Edition                      | PlayStation 3                                                                                  | 2006 | SCE Studio Liverpool / SCE                           | 2006                      |
| F1 2009                                            | Wii, PlayStation Portable                                                                      | 2009 | Sumo Digital / Codemasters                           | 2009                      |
| iGP Manager                                        | PC, Android, iOS                                                                               | 2011 | iGP Games                                            | Unlizenziert              |
| F1 2010                                            | PC, PlayStation 3, Xbox 360                                                                    | 2010 | Codemasters                                          | 2010                      |
| F1 2011                                            | PC, PlayStation 3, PlayStation Vita, Nintendo 3DS, Xbox 360                                    | 2011 | Codemasters                                          | 2011                      |
| F1 2012                                            | PC, PlayStation 3, Xbox 360                                                                    | 2012 | Codemasters                                          | 2012                      |
| F1 Race Stars                                      | PC, PlayStation 3, Xbox 360                                                                    | 2012 | Codemasters                                          | 2012                      |
| F1 2013                                            | PC, PlayStation 3, Xbox 360                                                                    | 2013 | Codemasters                                          | 2013                      |
| F1 2014                                            | PC, PlayStation 3, Xbox 360                                                                    | 2014 | Codemasters                                          | 2014                      |
| Cockpit Manager 14                                 | PC                                                                                             | 2014 | Cartola Games                                        | 2014                      |
| F1 2015                                            | PC, PlayStation 4, Xbox One                                                                    | 2015 | Codemasters                                          | 2014, 2015                |
| F1 2016                                            | PC, PlayStation 4, Xbox One, Android, iOS, tvOS                                                | 2016 | Codemasters                                          | 2016                      |
| Motorsport Manager                                 | Windows, macOS, Linux                                                                          | 2016 | Play Sport Games / Sega                              | Unlizenziert              |
| F1 2017                                            | PC, PlayStation 4, Xbox One                                                                    | 2017 | Codemasters                                          | 2017                      |
| F1 2018                                            | PC, PlayStation 4, Xbox One                                                                    | 2018 | Codemasters                                          | 2018                      |
| F1 Mobile Racing                                   | Android, iOS                                                                                   | 2018 | Codemasters                                          | 2018                      |
| F1 2019                                            | PC, PlayStation 4, Xbox One                                                                    | 2019 | Codemasters                                          | 2019                      |
| F1 Delta Time                                      | PC                                                                                             | 2020 | Animoca Brands                                       | 2020                      |
| F1 2020                                            | PC, PlayStation 4, Xbox One, Google Stadia                                                     | 2020 | Codemasters                                          | 2020                      |
| F1 2021                                            | PlayStation 4, PlayStation 5, Xbox One, Xbox Series X, Xbox Series S, Windows                  | 2021 | Codemasters / EA Sports                              | 2021                      |
| F1 22                                              | PlayStation 4, PlayStation 5, Xbox One, Xbox Series X, Xbox Series S, Windows                  | 2022 | Codemasters / EA Sports                              | 2022                      |
| F1 Manager 2022                                    | PlayStation 4, PlayStation 5, Xbox One, Xbox Series X, Xbox Series S, Windows                  | 2022 | Frontier Developments                                | 2022                      |
| F1 23                                              | PlayStation 4, PlayStation 5, Xbox One, Xbox Series X, Xbox Series S, Windows                  | 2023 | Codemasters / EA Sports                              | 2023                      |
| F1 Manager 2023                                    | PlayStation 4, PlayStation 5, Xbox One, Xbox Series X, Xbox Series S, Windows                  | 2023 | Frontier Developments                                | 2023                      |
| F1 24                                              | PlayStation 4, PlayStation 5, Xbox One, Xbox Series X, Xbox Series S, Windows                  | 2024 | Codemasters / EA Sports                              | 2024                      |
| F1 Manager 2024                                    | Nintendo Switch, PlayStation 4, PlayStation 5, Xbox One, Xbox Series X, Xbox Series S, Windows | 2024 | Frontier Developments                                | 2024                      |
| F1 25                                              | PlayStation 5, Xbox Series X, Xbox Series S, Windows                                           | 2025 | Codemasters / EA Sports                              | 2025                      |